# Healey (North Yorkshire)
Healey is een civil parish in het bestuurlijke gebied Harrogate, in het Engelse graafschap North Yorkshire.

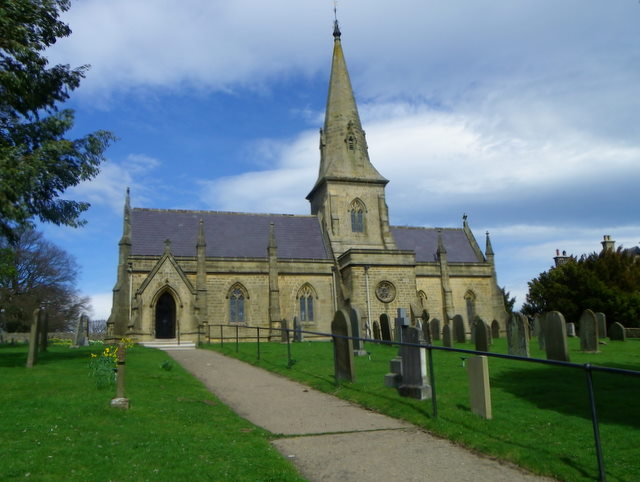
Kerk van St Paulus